# 艾尔顿·贡萨尔维斯·达席尔瓦
艾尔顿·贡萨尔维斯·达席尔瓦（葡萄牙語：Aílton Gonçalves da Silva，1973年7月19日—）生于莫热罗，巴西前职业足球运动员，司职前鋒。

## 职业生涯
艾尔顿曾经效力过巴西国内球队伊比兰加、国际、莫奇米林、圣十字和瓜拉尼等球队，随后又加盟墨西哥联赛球队新萊昂自治大學老虎。
1998-99赛季，他加盟德甲球队云达不来梅，并在那里度过他职业生涯中最辉煌的几个赛季。虽然在第一个赛季他的表现并不出色，只打进2个联赛进球，但随后他却渐入佳境，进球数逐渐攀升。他在1999-2000赛季打进12个进球，2000-01赛季打进13个进球，2001-02赛季和2002-03赛季分别打进16球。2003-04赛季，他打进28个进球，不仅个人获得德甲联赛最佳射手的称号，而且还帮助云达不来梅获得德甲联赛和德国杯的双料冠军。他也因此当选为2004年度德国足球先生，这也是德甲历史上首位外籍德国足球先生。
2004-05赛季，艾尔顿加盟沙尔克04，虽然他在联赛中为球队贡献了14个进球，但球队主教练朗尼克对他防守能力的欠缺感到不满，而艾尔顿本人也表示对德国足球感到有点厌倦了。2005年7月，艾尔顿以350万欧元的身价加盟土耳其超级联赛球队贝西克塔斯。这次转会成为他职业生涯的转折点，他无法适应土耳其联赛，并且和俱乐部发生了矛盾，随后被球队新上任主教练让·蒂加纳排除出主力名单，随后他被贝西克塔斯租借回德国，加盟汉堡队，但重新回到德甲赛场的艾尔顿半个赛季只打进3个进球，在球队联赛最后3场关键比赛中碌碌无为最终直接导致汉堡失去参加欧洲冠军联赛的资格，赛季结束后，汉堡宣布放弃和艾尔顿续约。
随后艾尔顿又效力于贝尔格莱德红星、苏黎世草蜢、杜伊斯堡、顿涅茨克冶金 、亚塔奇等多支球队，2009年，他重新回到巴西，加盟卡皮尼斯队。
2009年7月21日，艾尔顿来到中国，以35万美元的身价正式加盟中超保组球队重庆力帆。他在自己的首场中超比赛中贡献两次助攻，帮助球队3比2力克联赛领头羊北京国安，由于中国饮食的影响，他随后表现却十分一般，整个赛季只为球队出场5次而没有打进一球，重庆力帆也提前降入甲级联赛。
12月2日，德国第六级别联赛球队乌丁根KFC正式宣布艾尔顿加盟，将在明年身披球队10号球衣征战莱茵地区联赛。2010年7月22日，艾尔顿加盟奥伯尼兰特。2011年2月4日，艾尔顿和奥伯尼兰特解约，之后他回到巴西，加盟圣保罗州足球乙级联赛球队里约布兰科。

## 荣誉

### 俱乐部
- 云达不来梅
  - 德国足球甲级联赛冠军：2003/04
  - 德国杯冠军：1998/99，2003/04
- 贝尔格莱德红星
  - 塞尔维亚足球超级联赛冠军：2006/07

### 个人
- 德国足球甲级联赛最佳射手：2003/04
- 德国足球先生:2004